# DeviceKit
DeviceKit — модульный HAL, предназначенный для использования в системах Linux, чтобы упростить управление устройствами и заменить текущий монолитный Linux HAL. DeviceKit включает возможность подсчёта устройств и отправки уведомлений при подключении или отключении оборудования.
Первый дистрибутив, в котором появился DeviceKit, был Fedora 11.
В настоящее время ведётся работа по объединению DeviceKit с Udev.